# Палац Азм

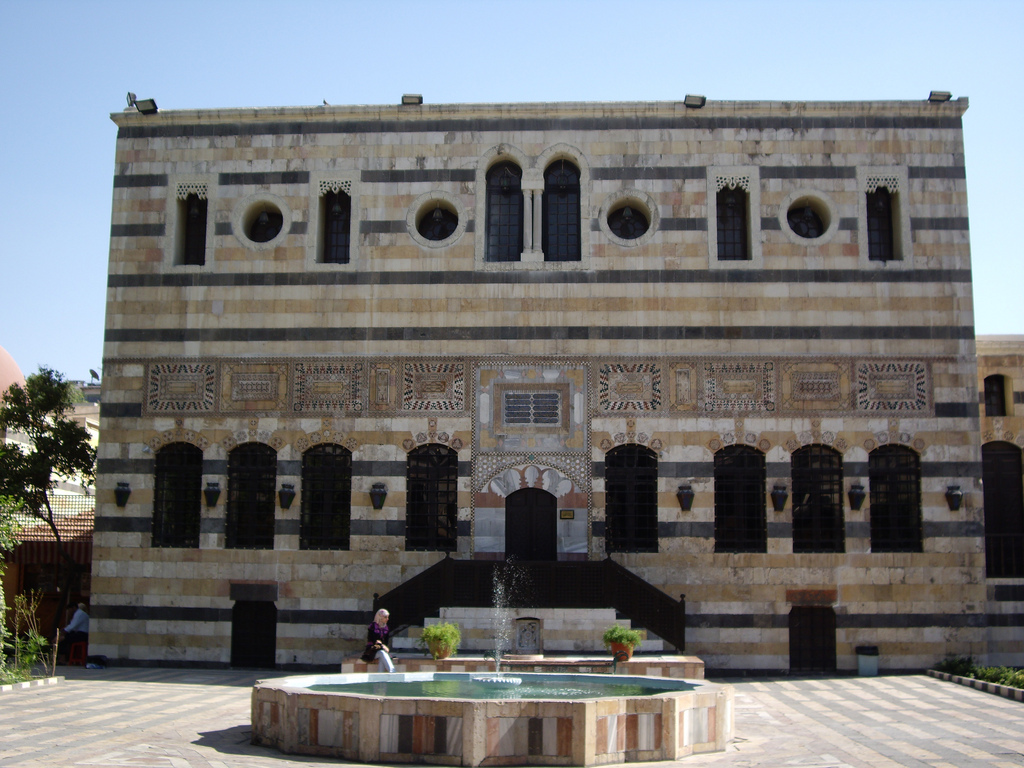
Палац Азм

Палац Азм (араб. قصر العظم) — палац у Дамаску, споруджений в часи османського панування. Розташований в старому місті Дамаска неподалік від мечеті Омеядів.

## Історія
Палац було споруджено 1750 року османським губернатором Асадом Пашею аль-Азмом, який був збирачем податків стамбульського султана. У Дамаску з його ініціативи було споруджено також величезний караван-сарай Хан Асад Паша. На думку істориків на місці теперішнього палацу раніше знаходилися резиденції халіфів з династії Омеяд та еміри мамлюків. Достеменно відомо, що палац мамлюкського правителя Тінгіза (правив у 1312–1330 роки) знаходився саме на цьому місці.

## Архітектура

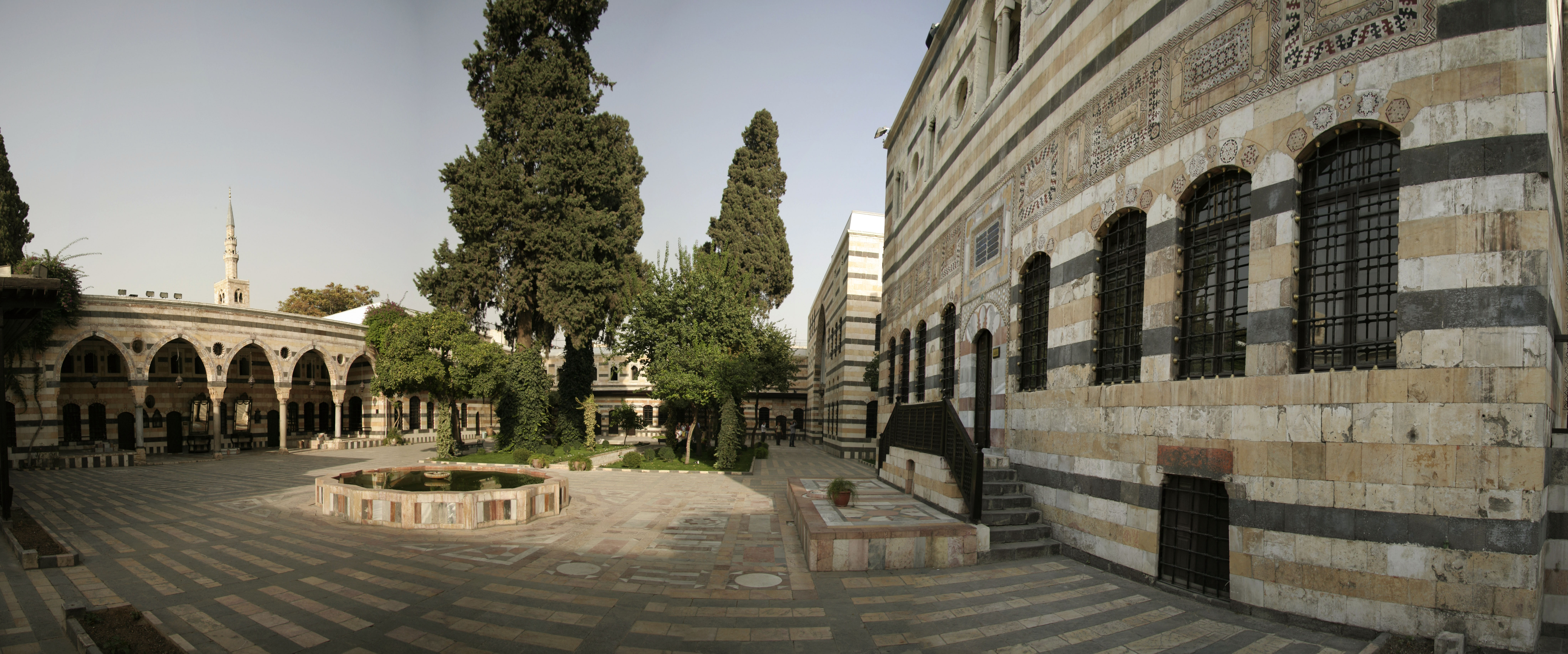
Внутрішній дворик палацу

Палац Азм є зразком традиційної архітектури Дамаска. У минулому для Дамаска були типовими багатоповерхові будинки з чорно-білим оздобленням стін, великими внутрішніми двориками, де росли численні рослини й куди виходили вікна багатьох кімнат. Палац складався з двох приміщень, в одному розташовувався гарем та приватні кімнати губернатора, у другому — селамлик, своєрідна приймальня, де відбувалися офіційні зустрічі губернатора. Загалом в палаці є 16 приймалень. 19 кімнат розташовується на першому поверсі та 9 — на другому. 
Важливою архітектурною особливістю палацу є так звані айвани, напіввідкриті зали, запозичені з перської архітектури. Айвани були як у приватних, так і в офіційних приміщеннях. У палаці також були складські приміщення, приміщення для молитви, турецька лазня, стайні та гаражі для екіпажів. Товсті стіни та айвани створювали в палаці влітку приємну прохолодну атмосферу. 
Офіційні приміщення були цілковито відділені від приватних, оскільки за мусульманським звичаєм чужі чоловіки не повинні були бачити в домі жінок. Розкішні фасади були радше нетиповими, зазвичай оздоблювали лише вхід до будинку. Натомість інтер'єр османського палацу вирізнявся вишуканістю. Майже в кожній кімнаті є мармурова раковина з протічною водою. Так само і в парку є багато фонтанів. 
Зараз в палаці розташований етнографічний музей, в якому відтворено сцени з життя палацу в минулому. Тут є також експозиція традиційних музичних інструментів, зброї та одягу. Улітку в дворику палацу проводяться концерти.